# 中国中車長春軌道客車
中国中車長春軌道客車股份有限公司（ちゅうごくちゅうしゃちょうしゅんきどうきゃくしゃこふんゆうげんこうし CRRC Changchun Railway Vehicles Co., Ltd. ）は中華人民共和国吉林省長春市にある鉄道、軌道車輛の設計、製作を行う中国中車のグループ企業。

## 沿革
- 1954年 - 鉄道部機車車輛製造局長春客車厰（ちょうしゅんきゃくしゃしょう）として発足。
- 1958年 - 鉄道部機車車輛製造局と機車車輛修理局が合併し鉄道部機車車輛工業総局の管轄下となる。
- 1986年 - 中国鉄路機車車輛工業総公司に改組。
- 2000年9月 - 国有企業の分割化に伴い、中国機車車輛総公司工業が分割され、中国北方機車車輛工業集団公司(中国北車)の傘下となる。
- 2002年3月 - 長春軌道客車股份有限公司に改称。
- 2015年6月 - 中国北車と中国南車とが合併し設立された中国中車の傘下となり、中車長春軌道客車に改称。

## 主な事業
- 鉄道、軌道車輛（客車、電車）の新造。

## 主な製造車輛

### 高速車両

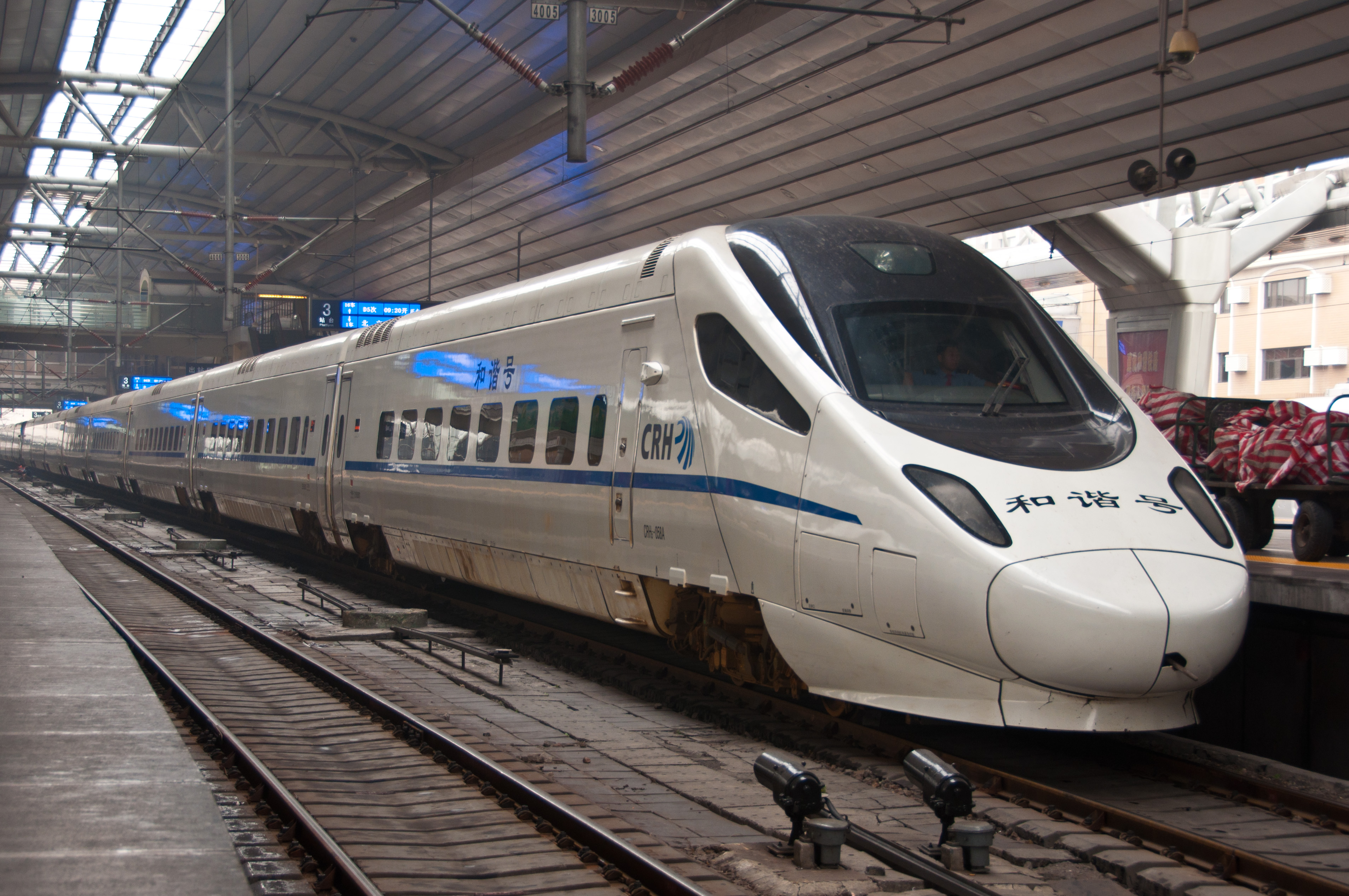
中国高速鉄道CRH5型電車

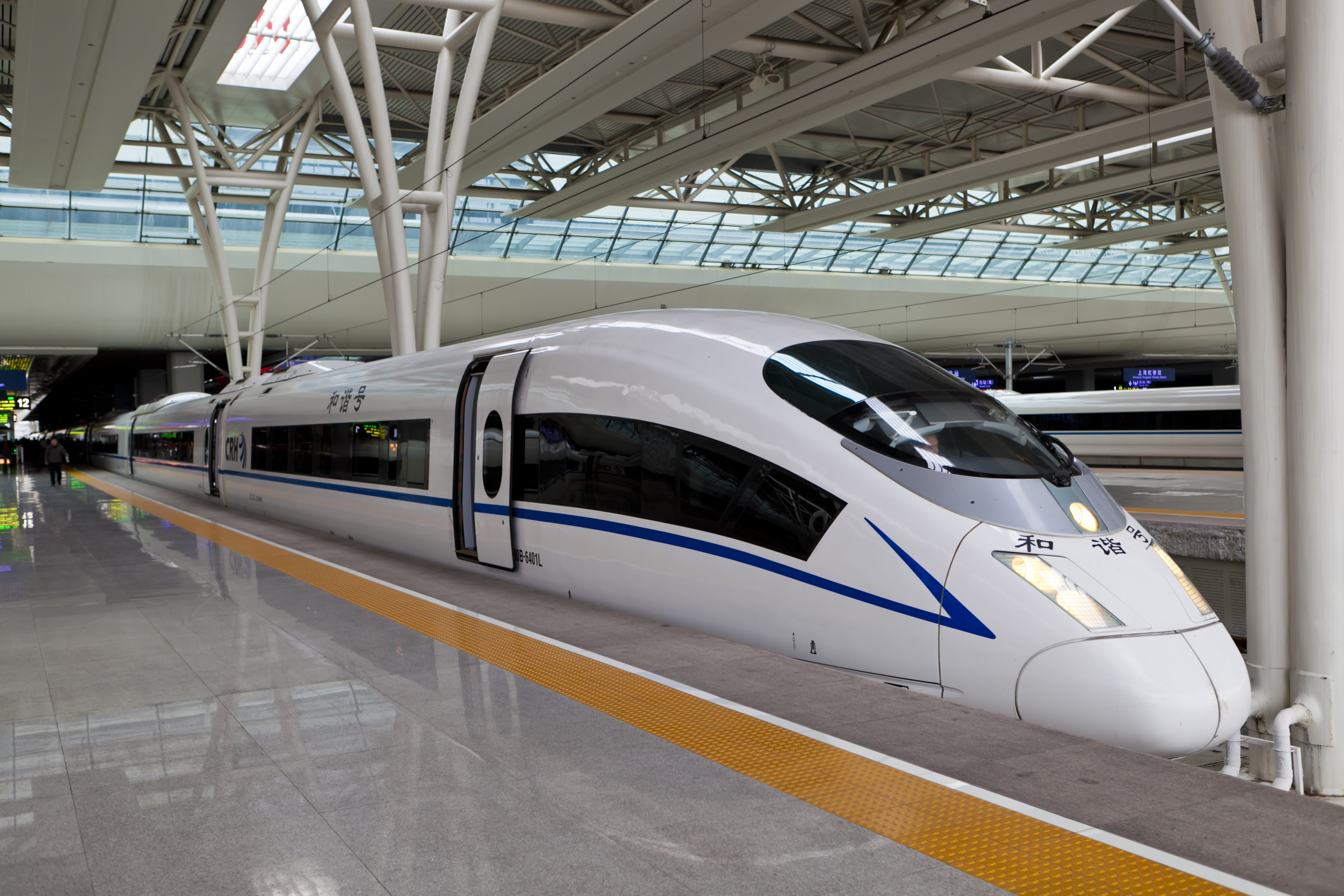
中国高速鉄道CRH380B型電車

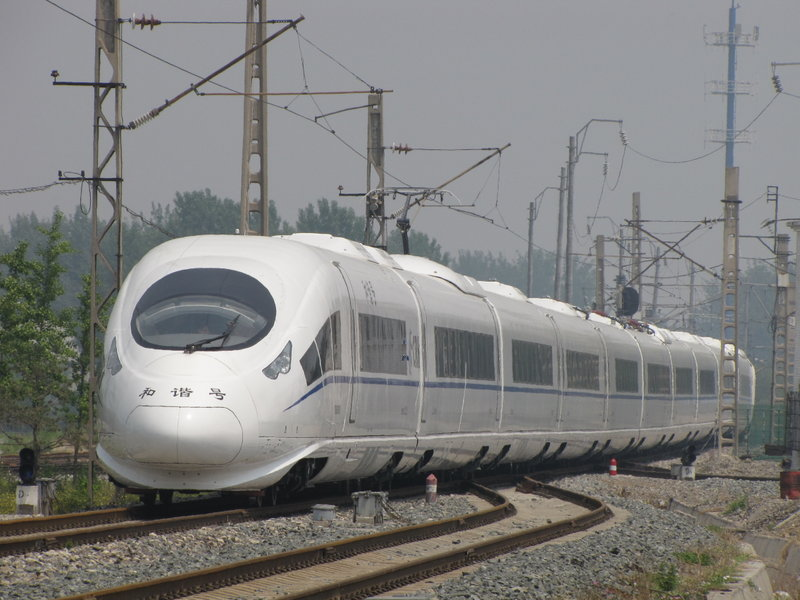
中国高速鉄道CRH380C型電車

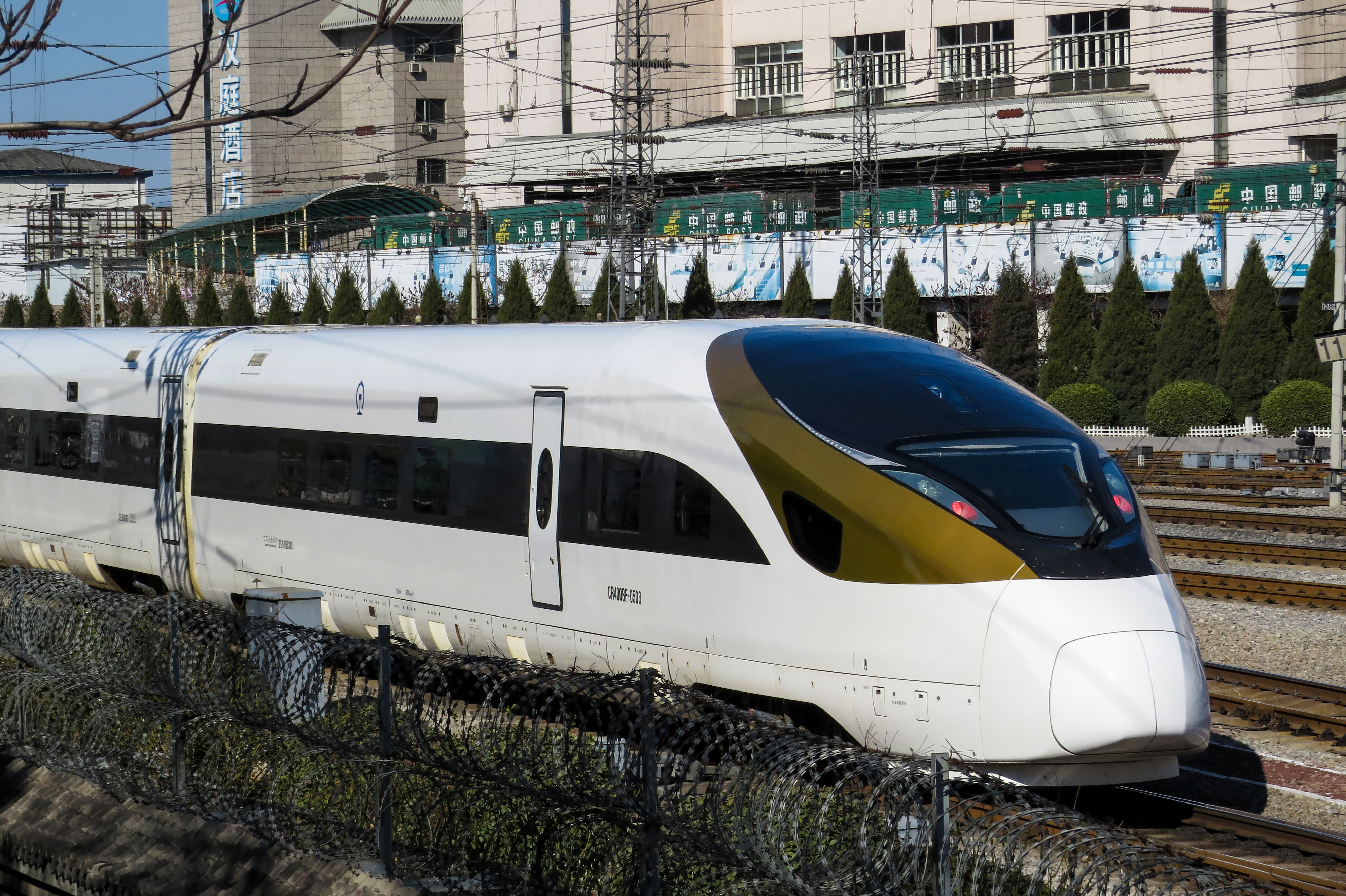
中国高速鉄道CR400BF型電車

- 中国国鉄DJJ1型電車藍箭（ブルーアロー）号（付随車のみ）
- 中国国鉄DJJ2型電車中華之星号（付随車のみ）

- 中国高速鉄道CRH5型電車　アルストムのペンドリーノをライセンス生産
- 中国高速鉄道CRH3型電車　シーメンスのヴェラロを唐山軌道客車と共同でライセンス生産
- 中国高速鉄道CR400BF型電車

### 客車
- 中国国鉄22型客車
- 中国国鉄25型客車
- 中国国鉄25型二階建て客車

### 地下鉄車両
- アルストム
  - 上海軌道交通6号線　
  - 上海軌道交通8号線　
  - 成都軌道交通3号線　
  - 成都軌道交通4号線　
  - 北京地下鉄6号線

- ボンバルディア

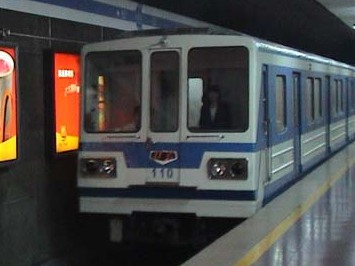
北京地下鉄DK16型（撮影:2003年5月北京駅）　2007年引退

  - 深圳地下鉄MOVIA 456型 (100系)
    - 深圳地下鉄2号線　 ボンバルディア Movia（ライセンス生産）
    - 深圳地下鉄3号線　ボンバルディアMovia

  - 北京地下鉄首都機場線　ボンバルディア　無人運転
  - 広州地下鉄

- 重慶軌道交通1号線
- 重慶軌道交通6号線
- 西安地下鉄2号線
- 瀋陽地下鉄
- 天津地下鉄DKZ9型
  - 天津地下鉄1号線
- zh:南昌地铁1号线
- 武漢地下鉄1号線
- 北京地下鉄10号線
- 北京地下鉄13号線
- 北京地下鉄14号線
- 北京地下鉄15号線
- 北京地下鉄9号線
- 北京地下鉄5号線
- 北京地下鉄2号線
- 北京地下鉄亦荘線
- ハルビン地下鉄1号線
- 仏山地下鉄1号線

- 北京地下鉄B4000型

### 輸出車両
- ボストン地下鉄
- ロサンゼルス地下鉄
- リオデジャネイロ地下鉄
- ブエノスアイレス地下鉄
- アディスアベバ・ライトレール
- テルアビブ・ライトレール
- メッカ・メトロ
- テヘラン・メトロ
- マシュハド・メトロ

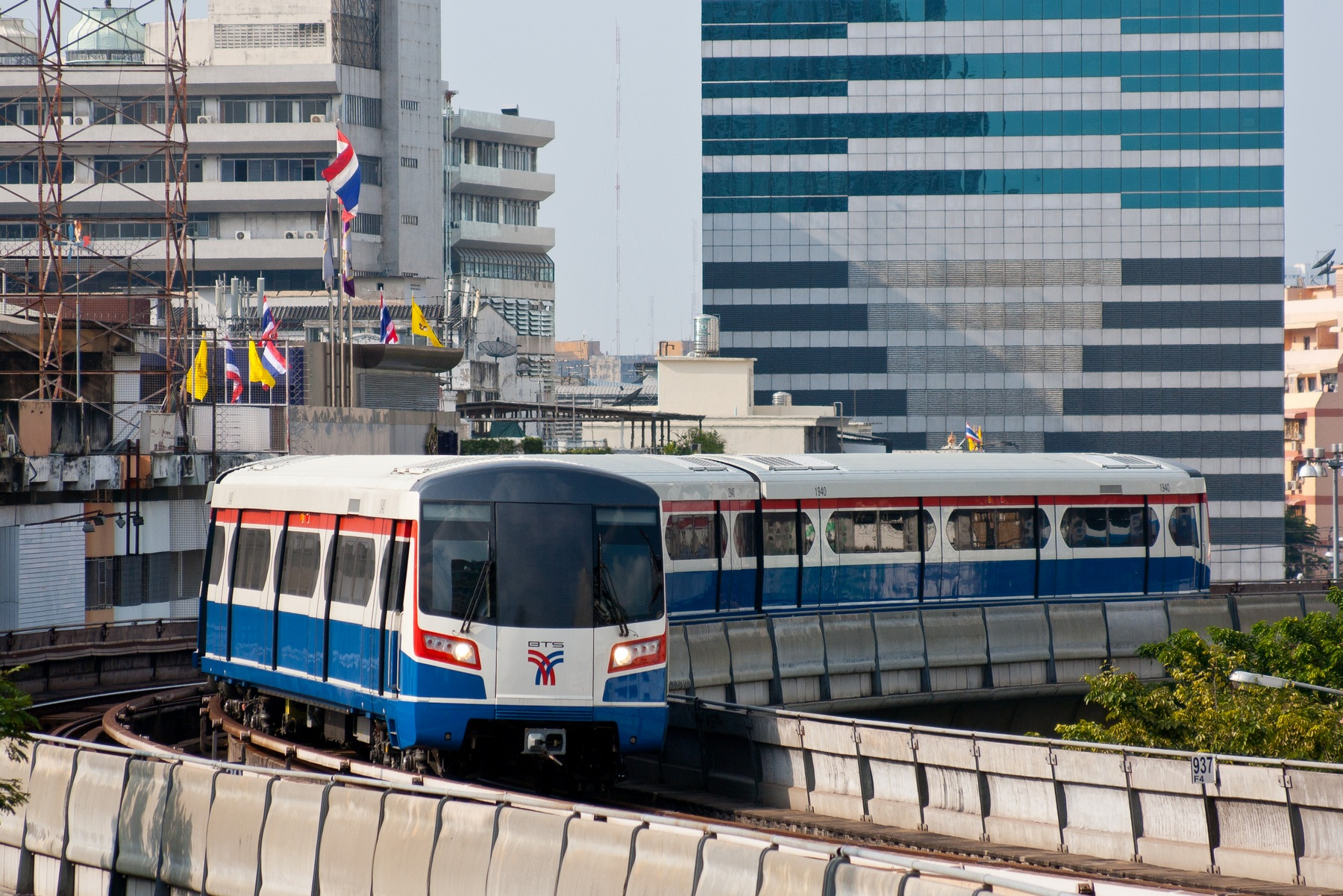
バンコク・スカイトレイン

- ボンバルディア Movia（ライセンス生産）
  - タイ・バンコク・スカイトレイン
- 平壌地下鉄DK4型電車